# Miranda de Ebro
Miranda de Ebro è un comune spagnolo di 35 608 abitanti situato nella comunità autonoma di Castiglia e León, nella provincia di Burgos nella Comarca di Ebro.
Sul piano economico ha un marcato carattere industriale ed è un importante nodo di comunicazioni, soprattutto ferroviarie. L’industria chimica, la logistica e l’aeronautica ne sono i principali settori di punta. Nel raggio di 80 km si trovano le città di Bilbao, Burgos, Logroño e Vitoria; e a 130 km quelle di Pamplona e San Sebastián. Si trova a 150 km dal confine con la Francia.
Nonostante l’esistenza di insediamenti nella zona fin dall’Età del Ferro, la prima menzione di Miranda de Ebro nella storia risale all’anno 757. Alfonso VI concesse al borgo un importante fuero (ossia una carta o codice di leggi che stabiliva diritti, doveri, esenzioni fiscali, norme giuridiche e libertà locali) nel 1099 e, due secoli dopo, il commercio mirandese si rafforzò come centro di mercati agricoli e del bestiame. L’arrivo della ferrovia nella località nel 1862 segnò un punto di svolta per l’economia della zona, e da quel momento e per tutto il XX secolo la città ebbe una rapida crescita industriale. 
Nel 1907 Alfonso XIII concesse a Miranda de Ebro il titolo di città.

## Origine del nome
L'origine del nome non è del tutto chiara; mentre alcuni autori sostengono che il nome Miranda abbia un’origine celtica, derivata dalla radice Mira, altri ritengono che provenga dal latino, con il significato di “colei che deve essere ammirata”. L’appellativo “de Ebro” si riferisce alla sua posizione sulle rive di tale fiume.
Secondo alcuni dizionari di toponimi, il nome deriverebbe dal latino miranda, che significa belvedere, torre di vedetta. Tuttavia, dato che sono molte le località spagnole (e portoghesi) che condividono questo toponimo e nessuna di esse si trova su pendii o colline elevate, si è giunti alla conclusione che potrebbe invece derivare dalla parola celtica miro-randa, in cui compare il componente randa (frontiera), elemento effettivamente presente in queste località, tra le quali la più conosciuta è Miranda de Ebro. Vi è comunque anche chi ne colloca l’origine nel latino tardo: Miranda, torre di vedetta per scrutare l’orizzonte.
Quel che è certo è che la prima volta in cui il nome Miranda compare documentato nella storia è nella Cronaca di Albelda (anno 976), dove si menziona la famosa spedizione condotta da Alfonso I nell’anno 757. In tale racconto si citano le località distrutte, tra cui figura anche Miranda.
Il gentilizio di Miranda de Ebro è mirandese (mirandés in spagnolo) È inoltre frequente l’uso affettuoso del termine mirandilla per riferirsi a quelle persone che, nate o meno a Miranda, sentono un particolare legame con la città. Gli abitanti di Miranda de Ebro vengono anche soprannominati ferroviari, poiché la città è un importante nodo ferroviario, già dalla seconda metà del XIX secolo.

## Geografia fisica
La città di Miranda de Ebro si trova nel nord-est della provincia di Burgos, a 80 chilometri dal capoluogo, nella comunità autonoma di Castiglia e León.
Le coordinate della città sono: latitudine 42°41′6″ N, longitudine 2°55′60″ O; Miranda de Ebro ha un’estensione di 101,33 km², un perimetro urbani di 72.312 metri e si trova a 471 metri sul livello del mare e a 462,09 metri secondo una targa situata sul Ponte Carlo III.
Confina a nord e a est con la provincia di Álava, a sud con La Rioja, e a ovest è collegata al resto della provincia attraverso i monti Obarenes, una catena montuosa che circonda quasi tre quarti della zona, poiché si estende anche nelle comunità autonome confinanti.

### Idrografia
La località è attraversata dal fiume Ebro, che divide la città in due zone ben distinte: sulla riva destra si trova il centro storico, detto Aquende, e sulla riva sinistra la parte moderna, chiamata Allende. Inoltre, nel territorio comunale confluiscono altri affluenti dell’Ebro, come il fiume Bayas, il fiume Zadorra e il fiume Oroncillo.
La zona è ricca di fiumi sotterranei e falde acquifere; infatti, l’approvvigionamento idrico della città proviene da estrazioni nelle falde di Valverde e La Calera. Anni fa esistevano anche numerose pozzanghere e laghi, poi scomparsi ma in parte riaffiorati, come ad esempio El Lago.

### Orografia
Miranda de Ebro sorge su una pianura circondata dalla catena montuosa dei Monti Obarenes. Verso ovest, la pianura si apre naturalmente attraverso la gola di Pancorbo, in direzione di Burgos e delle propaggini settentrionali della meseta. A sud si trovano le alture più elevate del territorio, che segnano il confine con la provincia di La Rioja; da qui si accede alle cosiddette Conchas de Haro, una strettoia tra le rupi di Bilibio e la Sierra de Cantabria.
A est, i fiumi Bayas, Zadorra ed Ebro tracciano un confine naturale con la provincia di Álava, mentre a nord è lo stesso fiume Ebro a separare Miranda dal territorio alavese.
L’altitudine del comune varia dagli 852 metri del monte Motrico, nei Monti Obarenes, fino ai 450 metri lungo le sponde dell’Ebro.
Il suolo della zona è composto in gran parte da argille, calcari e arenarie risalenti all’Oligocene e al Cretaceo. Nei pressi della città, seppure in territorio appartenente a La Rioja e Álava, si trovano rilievi come il Toloño e Peñacerrada, di origine vulcanica. Tra le cime che dominano il paesaggio spiccano la Cruz de Motrico, Gobera e Peña Escalera, rilievi conosciuti come Monti di Miranda.

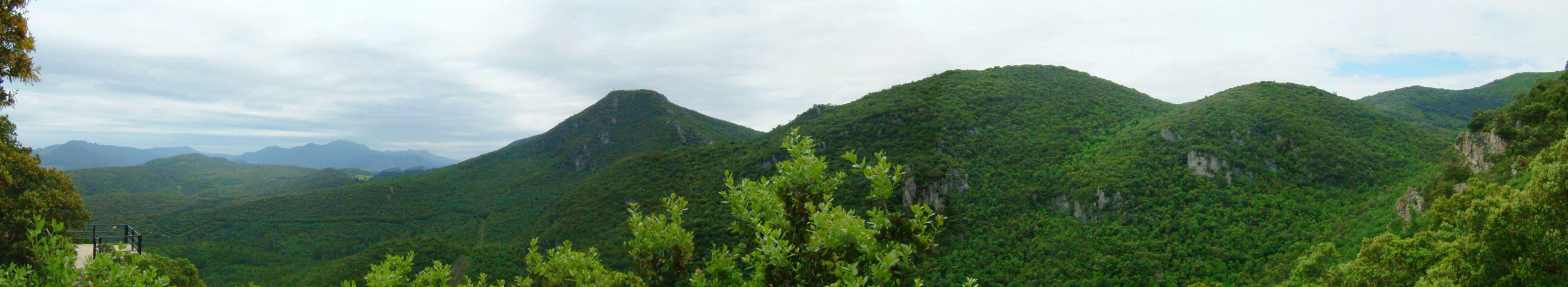
Vista panoramica dei Monti di Miranda

## Località
Il comune comprende 6 località (pedanías) che in passato costituivano comuni autonomi:
- Ayuelas
- Guinicio
- Ircio
- Montañana
- Orón
- Suzana

Vi sono inoltre due località, El Ternero e Sajuela, che costituiscono due enclave nel territorio della comunità autonoma della La Rioja. Entrambi sono spopolati, il primo è noto per contenere l'unico appezzamento di terreno in cui si produce vino Rioja nel territorio della provincia di Burgos.